# 25 Martiou (Metro Thessaloniki)
25 Martiou ist eine unterirdische Station der Metro Thessaloniki.

## Geschichte

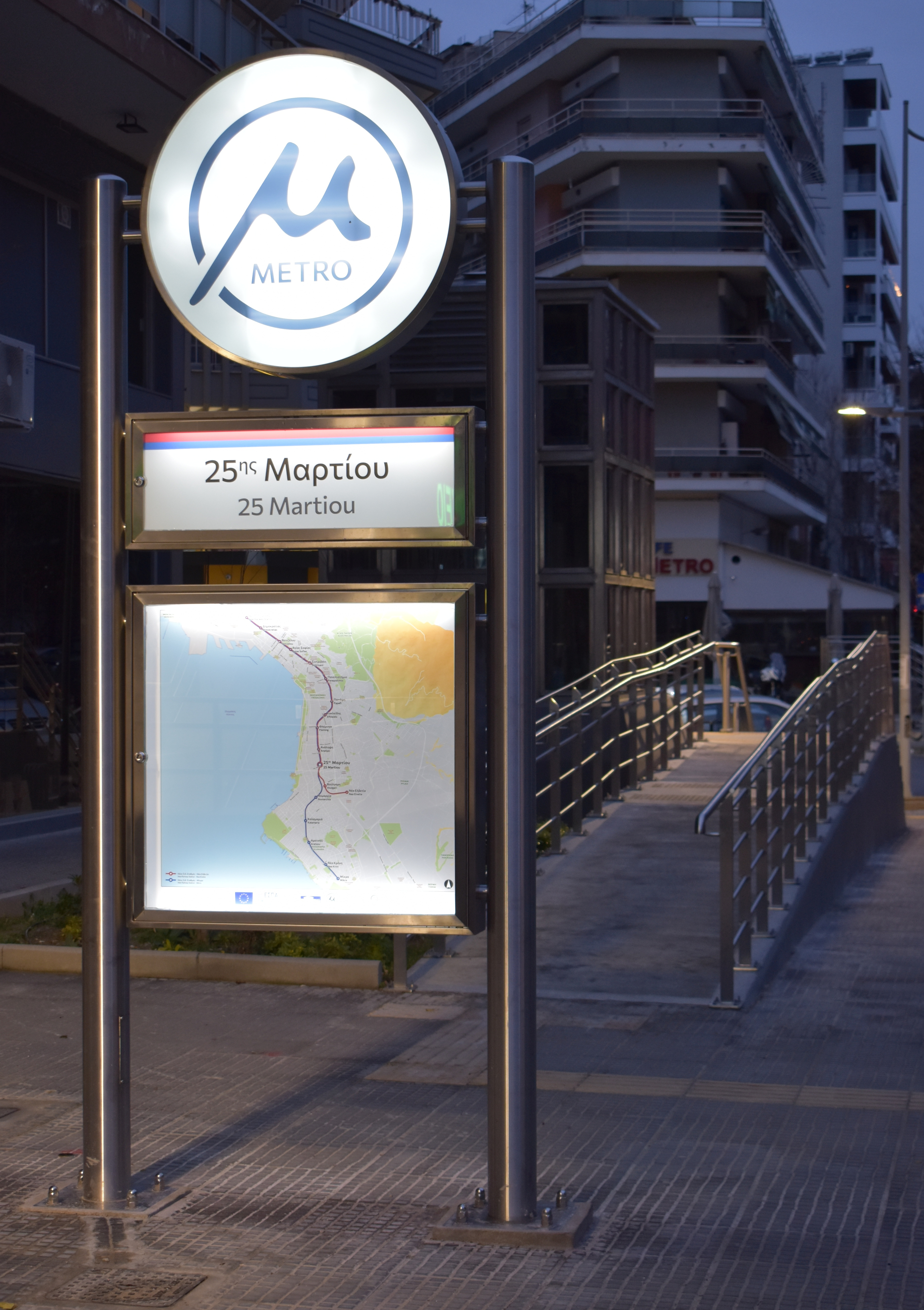
Bahnhofstafel

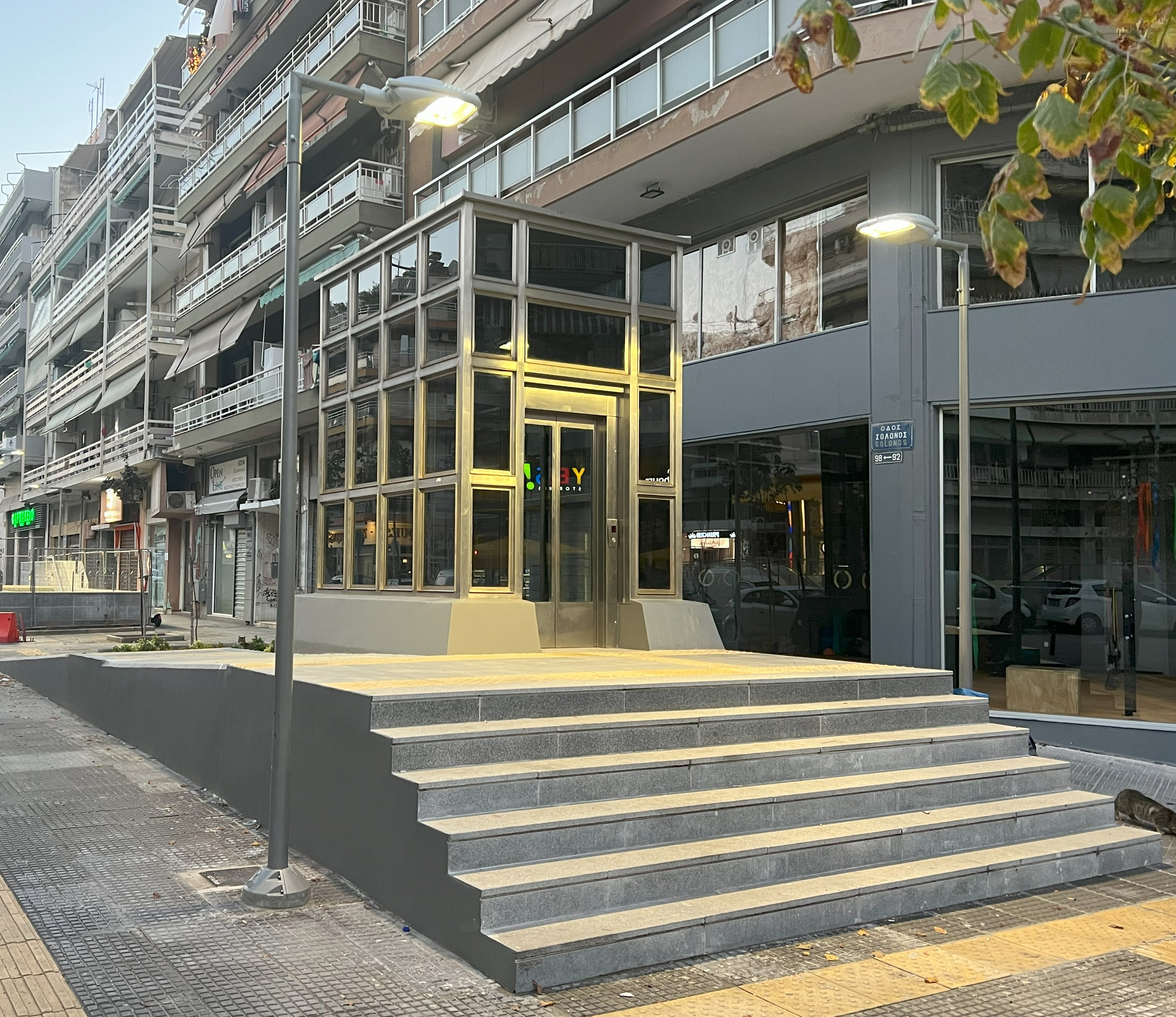
Personenaufzug zwei Wochen vor der Eröffnung

Die Station wurde mit der Eröffnung der U-Bahn am 30. November 2024 in Betrieb genommen. Ursprünglich sollte die Station Patrikiou nach Minas Patrikios, dem ersten gewählten Bürgermeister der Stadt Thessaloniki im Jahr 1925 benannt werden. Der dann vergebene Name 25 Martiou bezieht sich auf den Namen der am nördlichen Bahnhofsteil kreuzenden Straße, die nach dem Feiertag der griechischen Revolution am 25. März benannt ist.